# Edith Schouten
Edith A. Schouten-van Heijningen (1944) is een Nederlandse schrijfster. Vanuit haar christelijke achtergrond heeft ze meerdere biografieën en zelfhulpboeken geschreven.

## Levensloop
In de jaren negentig van de vorige eeuw was Schouten als medewerkster betrokken bij het programma Vrouw Zijn van de Evangelische Omroep. Zij sprak regelmatig op gelijknamige vrouwenbijeenkomsten die door de EO georganiseerd werden. Daarnaast bekleedde ze verschillende bestuursfuncties. Zo was ze bestuurslid bij Youth for Christ en zat ze in het comité van aanbeveling van de christelijke milieuorganisatie A Rocha en zit ze in het comité van aanbeveling van Pastoraal Centrum De Herberg.

## Persoonlijk
Schouten was getrouwd met Ad Schouten, in de jaren zeventig van de vorige eeuw Tweede Kamerlid voor de ARP. Na zijn overlijden in 1984 bleef zij met zes kinderen achter. Zelf stond Schouten op de kandidatenlijst van de ChristenUnie in haar woonplaats Arnhem.

## Publicaties
- Wat bezielt die vrouwen [samen met Tjitske Lemstra] (Kampen, Kok Voorhoeve, 1995) ISBN 9789029713269
- In vriendschap: Over vriendschapsverwachtingen en ervaringen [samen met Irene van den Berg] (Kampen, Kok, 1998) (Kampen, Kok, 1998) ISBN 9789029714242.
- Als ouder alleen (Kampen, Kok 1e druk 1991... 4e druk 2006) ISBN 9043512877.
- Als een mus valt (Kampen, Kok, 2001) ISBN 9789043502641.
- Bezorgdheid (Kampen, Kok, 2001) ISBN 9789043503402.
- Eenzaamheid (Kampen, Kok, 2001) ISBN 9789043504607.
- Zelfaanvaarding (Kampen, Kok, 2002) ISBN 9789043503396.
- Bidden (Kampen, Kok, 2002) ISBN 9789043506090.
- Opvoeden (Kampen, Kok, 2003) ISBN 9789043507400.
- Maar ik leef nog, als een geliefde is weggevallen (Voorhoeve 2009) ISBN 9789029719292.
- Zoveel liefde: historische roman over Betsy Groen van Prinsterer (Franeker, Wever Van Wijnen, 2018) ISBN 9789051944372.

- Digitale Bibliotheek voor de Nederlandse Letteren: scho337
- Nederlandse Thesaurus van Auteursnamen: 074662694
- Virtual International Authority File: 287190791